# Верховна Рада Узбецької РСР
Верховна Рада Узбецької РСР (узб. Ўзбекистон ССР Олий Совети) — найвищий законодавчий і представницький орган республіканської влади Узбецької РСР у складі СРСР. Існував з 1938 року по 31 серпня 1991 року — аж до здобуття незалежності Узбекистану і перетворення Верховної Ради Узбецької РСР на Верховну Раду незалежної Республіки Узбекистан.
Попередником Верховної Ради Узбецької РСР у 1925—1938 роках був Центральний виконавчий комітет Узбецької РСР, який очолював Юлдаш Ахунбабаєв. За 53 роки існування Верховної Ради Узбецької РСР було 12 скликань: 1-е скликання — засідало з 1938 до 1946 року 2-е скликання — засідало з 1947 по 1950 рік; 3-й скликання — засідало з 1951 по 1954 рік; 4-е скликання — засідало з 1955 по 1959 рік; 5-е скликання — засідало з 1959 по 1962 рік; 6-е скликання — засідало з 1963 по 1966 рік; 7-е скликання — засідало з 1967 по 1970 рік; 8-е скликання — засідало з 1971 по 1974 рік; 9-е скликання — засідало з 1975 по 1979 рік; 10-е скликання — засідало з 1980 по 1984 рік ; 11-е скликання — засідало з 1985 по 1989 рік; 12-е скликання — засідало з 1990 по 1991 рік
Останні вибори в останнє, 12-е скликання Верховної Ради Узбецької РСР, проведені в лютому — квітні 1990 року. Верховна Рада Узбецької РСР однопалатна, складалася в останні скликання з 500 народних депутатів різних національностей, обраних з усіх регіонів республіки. Відомий як парламент (останній, 12-е скликання), який обрав у 1990 році Іслама Карімова президентом республіки, а також оголосив про незалежність Узбекистану 31 серпня 1991 року.
До моменту проголошення незалежності Узбекистану 31 серпня 1991 року, головою Верховної Ради Узбекистану з 12 червня 1991 року був Шавкат Юлдашев, який пропрацював на цій посаді до 1993 року.

## Голови Верховної Ради Узбецької РСР
- Юсупов Усман
- Мавлянов Абдуразак
- Мухітдінов Нуритдін Акрамович
- Хакімов Аріф
- Гуламов Расул
- Мусаханов Мірзамахмуд Мірзарахманович
- Садиков Абід
- Сіраждінов Сагди Хасанович
- Ходжаєв Асаділла Ашрапович
- Юсупов Еркін
- Хабібуллаєв Пулат Киргизбайович
- Гуламов Расул
- Ібрагімов Мірзаолім Ібрагімович
- Юлдашев Шавкат Мухітдінович

## Голови Президії Верховної Ради Узбецької РСР
- Ахунбабаєв Юлдаш
- Мумінов Абдувалі
- Ніязов Амін Ірматович
- Рашидов Шараф Рашидович
- Насриддінова Ядгар Садиківна
- Матчанов Назар Маткарімович
- Усманходжаєв Інамжон Бузрукович
- Салімов Акіл Умурзакович
- Нішанов Рафік Нішанович
- Хабібуллаєв Пулат Киргизбайович
- Ібрагімов Мірзаолім Ібрагімович